# Sofia Duarte Silva
Sofia Duarte Silva (Lisboa, 24 de agosto de 1977) é uma actriz portuguesa.

## Carreira

### Televisão[1]
- Elenco adicional, Rosita em Bem me Quer, TVI, 2020-2021
- Participação especial, Fátima em Bem-Vindos a Beirais, RTP, 2013
- Participação especial em Conta-me História, RTP, 2013
- Participação especial, "Susana" em Maternidade, RTP, 2011
- Elenco principal, Ângela em Morangos com Açúcar, TVI, 2009 / 2010
- Participação especial, Constança em Casos da Vida, TVI, 2008
- Elenco adicional, "Liliana de Lemos" em Resistirei, SIC, 2007
- Participação especial, Isabel Pimenta de Almeida em Doce Fugitiva, TVI, 2007
- Participação especial em Aqui Não Há Quem Viva, SIC, 2006
- Elenco principal, "Laura" em 7 Vidas, SIC, 2006
- Participação especial em Inspector Max, TVI, 2004 e 2005
- Elenco principal, "Maria da Assunção" em A Ferreirinha, RTP, 2004
- Protagonista, "Alice Tavares" em Tudo por Amor, TVI, 2002/2003
- Elenco adicional, "Clara" em Sociedade Anónima, RTP, 2001
- Elenco principal, "Madalena" em Nunca Digas Adeus, TVI, 2001
- Elenco principal, "D. Maria Pia" em O Processo dos Távoras, RTP, 2001
- Elenco principal, "Luísa" em Alves dos Reis, RTP, 2000

### Teatro[1]
- Noite de Enganos de William Shakespeare, encenação de Almeno Gonçalves, (2006)
- A Canção de Lisboa, encenação de Filipe La Féria, (2004/2005),
- Paris é uma Miragem de John Godber, encenação de Juvenal Garcês, (2005)
- Morte e Vida Severina, musical de Chico Buarque, 2004
- My Fair Lady, encenação de Filipe La Féria, 2002/2004.

+ Angela em Morangos com açúcar 2010\2011
Participou também como produtora e co-autora no projecto teatral "mochila às costas" "É Por Aqui…", 2004/2007.

### Dobragens[1]
- Uncharted: Drake's Fortune da Naughty Dog
- Em Busca do Vale Encantado, X e XI
- Cory na Casa Branca
- The Replacements da Disney
- Fushigi Yūgi, mangá japonês.

### Cinema
- Anita na praia (2004)